# Journal of High Energy Physics
Journal of High Energy Physics (Giornale di fisica delle alte energie, titolo abbreviato in JHEP) è una rivista scientifica a revisione paritaria legata alla Scuola Internazionale Superiore di Studi Avanzati di Trieste (SISSA). La rivista, pubblicata da Springer Science e da Business Media, copre il campo della fisica delle alte energie. Il giornale, in passato, pubblicava un supplemento contenente atti di conferenze, che, in seguito, è stato inserito nei "Proceedings of Science".